# Anton Ferdinand
Anton Ferdinand, född 18 februari 1985, är en engelsk fotbollsspelare. 
Anton är född i en fotbollsfamilj (både hans bror Rio och kusin Les var framgångsrika spelare), och visade stor talang vid ung ålder. Precis som sin bror, valde han att spela som försvarare. 

## Klubbkarriär
Ferdinand skrev som ung på för West Ham Uniteds berömda ungdomsakademi. Han gjorde debut i seniorlaget i augusti 2003 mot Preston North End i Engelska Championship. Han lämnade West Ham 2008 för förmån för Sunderland till en summa runt £8 miljoner.

## Landslagskarriär
Ferdinand debuterade för Englands U21-landsag den 17 augusti 2004 mot Ukraina.